# پارکینسون ۱۰۰۴۱
سیارک ۱۰۰۴۱ (به انگلیسی: 10041 Parkinson، نامگذاری:1985HS1) ده هزار و چهل و یکمین سیارک کشف شده‌است که در ۲۴ آوریل ۱۹۸۵ کشف شد.
قدر مطلق سیارک برابر ۲۱٫۴ است.